# Carlos Suárez Sureda
Carlos Suárez Sureda (León, 13 de abril de 1968) es un exbaloncestista y dirigente deportivo español, expresidente de honor del Real Valladolid Club de Fútbol.

## Biografía
Se inició en el deporte como jugador de baloncesto, igual que su hermano mayor Nacho. Se formó en las categorías inferiores del F. C. Barcelona, Joventut de Badalona, R. C. D. Español y Real Madrid. Como profesional, jugó en el Club Ourense Baloncesto y en el Obradoiro CAB de Santiago de Compostela, donde se retiró.
Durante su estancia en su último club, entró en contacto con el fútbol y se hizo seguidor del Deportivo de La Coruña. El 11 de mayo de 2001 llegó a la presidencia del Real Valladolid, inicialmente solo para una gestión transitoria de tres meses. El 4 de julio de 2011 anunció la adquisición del 58,09 % de las acciones del club por un importe cercano a los 5 millones de euros, convirtiéndose así en su accionista mayoritario. En 2018, vende un 51% de sus acciones a Ronaldo y, como parte del acuerdo de compra-venta, Carlos Suárez pasó a ocupar el puesto de Presidente de Honor de la entidad vallisoletana, cargo que abandonó el 30 de junio de 2021.